# Разборы духовенства
Разборы духовенства — мероприятия, производившихся властями Российской империи в XVIII веке и первой трети XIX века, в результате которых «излишние», по мнению властей, дети православного духовенства переводились канцеляристами в состав бюрократии, солдатами в армию, а также в городские и сельские обыватели.
В XVIII веке возникла практика передачи церковных мест по наследству. Однако в семьях священников и причетников рождалось слишком много сыновей, чтобы каждый из них мог надеяться унаследовать место своего отца. Поэтому было решено выявить этих «излишних» сыновей и использовать их в интересах государства.
Первые такие «разборы духовенства» были проведены еще при Петре I, но особым размахом они отличались при правлении Анны Иоановны (1730—1740 год), в десятилетие бироновщины, когда они проходили в обстановке подозрений всего духовенства в государственной измене. Правительство Анны Иоановны чувствовало себя неспокойно и в конце 1731 года потребовало новой подтвердительной присяги императрице и её наследникам, имени которых не объявлялось. Как только стали приходить из епархий требуемые рапорты с присяжными листами и известиями о ходе присяги, то обнаружилось, что многие священно- и церковнослужители и их дети не принесли требуемых присяг. Впоследствии правительство насчитывало таковых более 5 000 человек. Это было вызвано разными причинами. Например, многие дети духовенства не присягали потому, что не знали, относится ли к ним указ о присяге (в нём ничего не говорилось о возрасте, с которого присяга обязательна; впоследствии он был установлен в 8 лет, но никто, конечно же, не мог подумать, что таких юных еще детей нужно заставлять приносить присягу). Неопределенные толки при воцарении императрицы вселяли неуверенность, не будет ли в скором времени какой-либо перемены. Были случаи, когда духовные лица, как будто, и сознательно уклонялись от присяги, однако они были немногочисленны. Однако власти сразу же увидели в неприсягании политическое преступление и стали жестоко карать неприсягнувших.
28 сентября 1736 года, когда потребовалось усиление армии для войны с Османской империей, был издан указ, в котором говорилось:

Протопопских, поповских, диаконских, дьячковых и прочего церковного причта детей и самих церковников, неположенных в подушный оклад, во всех губерниях и провинциях всех до сущего младенца переписать… подать сказки немедленно, сколько таких ныне при церквах, или праздно живущих находится, и в каковы кто лета, не причитая и не умаляя лет без всякой утайки, под опасением смертной казни… оставить действительно при церквах служащих, сколько таких при каждой церкви быть определено, да сверх того по необходимой нужде, для произведения на умершие и прочие убылые места, в попы и прочий церковный причет, из недействительных толикое ж число, сколько действительно служащих при каждой церкви быть определено, по рассмотрению архиереев, в церковную службу достойных.

Остальных требовалось сдать в солдаты (велено было набрать по духовному ведомству до 7 тыс. рекрутов), также разрешалось «кто пожелает, приписывать к посадам, и определять по канцеляриям в рассыльщики, или куда за пристойно рассудится; а детей их, кои явятся способны, где есть нужда, в подъячие и в гарнизонные школы определять». Неприсягавших предписывалось «взять в солдаты немедленно, дабы видя то, другие так бесстрашно чинить не отваживались…».
Затем было разрешено для избавления от призыва в армию брать за каждого, подлежащего набору, нанятого им заместителя, но кроме того еще требовалось уплатить 30 рублей «на жалованье им и на мундир, ружье и аммуницию». Можно было откупиться и деньгами, но сумма откупа была назначена в 200 рублей — целое состояние по тому времени. Также требовалось «когда будут приняты заменяющие люди или деньги, самих от службы освобождать и давать им паспорты; однакож, при отпуске их, брать с них реверсы, чтоб они, кто пожелают в духовенство, обучались грамматике и риторике, и кто охоту возимеет, и философии; тако ж кто пожелает вступить в приказный чин, те б обучились арифметике и геометрии, и чтоб те науки окончить могли конечно в три года, и для того всех тех освобожденных от службы… по прошествии тех трех лет, освидетельствовать в епархиях архиереям обще с губернаторами и воеводами и с их товарищами, чему кто обучались, и кто из них отчасти науку приняли, таких определять по достоинствам в духовные и приказные чины; а кто все то время праздно проводили без науки, таких тогда писать в солдаты без всякого зачета; а ежели кто из них ныне в духовный и приказный чин не пожелают, таким позволить записываться в купечество и в цехи и класть их в подушный оклад».
Результатом этой кампании стало стремительное развитие церковного образования. В 1737—1740 годах в империи появилась сеть семинарий, а у духовенства появился мощный стимул, чтобы его дети учились в этих семинариях.
Разбор духовенства 1743 года, начатый в связи с генеральной переписью населения при Елизавете Петровне, проводился более мягко, чем разборы в правление Анны Иоанновны: предусматривалась возможность для детей духовенства записаться в ремесленные люди, проступить на фабрики или заводы; в среднерусских губерниях разрешался выход в однодворцы.
При Екатерине II в 1766 году Сенат распорядился, чтобы во всех губерниях и провинциях, «которые под апелляцией Московских сената департаментов состоят», губернаторы и воеводы произвели разбор излишних священно и церковнослужителей и их детей и всех годных от 14–50 лет записали в военную службу. В 1769 году Сенат предписывал или «... тотчас для военной службы взять: 1) из детей при церквах находящихся священно и церковнослужителей от 15–40 лет четвертую часть, в рассуждении том, что другие (3/4), а сверх того и состоящие от 15 лет и ниже, коих так же не малое число состоит, остается на укомплектование недостающего числа при церквах; а напротив того 2) не действительно служащих и безместных дьячков, пономарей и сторожей, так же впадших в вины и наказания, но в своих домах праздно живущих, не токмо всех самих, но сверх того, как из них, так из других запрещенных, престарелых, под следствием состоящих и подозрительных священно церковнослужителей детей, тако же из не умеющих читать и писать, и из тех, которые грамоте не совершенно умеют, а другие еще обучаются, от 15-же до 40 лет половину». В 1784 году произведен был новый разбор духовенства, но при нем «излишних» не отдавали в солдаты, а им позволялось «избрать такой род жизни, какой сами похотят, т. е. в службу ли вступить, или в купечество, мещане и цехи записаться, или же в число государственных поселян пойти».. 
При Павле I 22 декабря 1796 года был издан указ следующего содержания: «видев из ведомостей, от синода представленных, сколь великое число состоят священно и церковнослужительских детей праздно живущих при отцах своих... повелеваем: наполня из них места, во первых, штатные священнические и церковнослужительские, а во вторых, учительские, не только в духовных училищах, но и в городовых школах по губерниям учрежденных; всех прочих остающихся за тем излишними, обратить в военную службу, где они будут употреблены с пользою по примеру древних левитов, которые на защиту отечества вооружались».
Во время разбора духовенства 1803 года при Александре I не получивших образования детей духовенства, годных для военной службы, отдавали в солдаты, а непригодных для этого определяли в сторожа консисторий. 
Последний разбор духовенства был проведен в 1830-1831 годах уже при Николае I: в солдаты забирали всех праздных лиц духовного сословия в возрасте от 15 до 40 лет, кроме не успевших поступить на место выпускников богословского и философского классов; также разрешалось оставить по одному сыну при отцах для «прокормления в старости». 